# Krajowy Klub Iluzjonistów
Krajowy Klub Iluzjonistów (KKI), dobrowolna organizacja polskich iluzjonistów profesjonalnych i amatorów, powstała w 1976 roku przy Łódzkim Domu Kultury. Jej założycielami byli: były dyr. ŁDK Jan Jakubiszyn, Jerzy Mecwaldowski, Waldemar Wagner i Krystyna Lewicka. Klub ma własny organ prasowy pt. "Hokus Pokus" - poradnik o charakterze materiałów instruktażowych, ukazujący się cztery razy w roku w objętości 44 stron. Raz w roku, Klub organizuje Kongresy Iluzjonistów o charakterze międzynarodowym. Do roku 2007 odbyło się 29 Kongresów. W ramach Kongresów organizowane są przeglądy konkursowe, w których o palmę pierwszeństwa walczą iluzjoniści polscy i zagraniczni. Przewodniczącym KKI jest mgr Jerzy Stanek. Siedziba Klubu mieści się w Widzewskich Domach Kultury w Łodzi przy Al. J. Piłsudskiego 133.

## Krytyka ujawniania sekretów
Krajowy Klub Iluzjonistów na łamach swojej strony internetowej wielokrotnie potępiał ujawnianie sekretów wykonania trików w telewizji i Internecie. Obiektem krytyki KKI stała się Telewizja Polsat za wyemitowanie programu Magia bez tajemnic, serwis YouTube oraz Polska Wikipedia.